# Linea Daxing
La linea Daxing (in cinese 北京地铁大兴线S, Běijīng dìtiě dàxīng xiànP) è una linea attiva della metropolitana di Pechino.
Inaugurata il 30 dicembre 2010 e gestita dalla Beijing Mass Transit Corporation, la linea Daxing collega la zona sud della città, dalla stazione di Xingong collocata nel distretto di Fengtai fino alla stazione di Tiangongyuan situata nel distretto di Xicheng. La linea Daxing è lunga 21,76 km, 18 dei quali sotterranei. La linea è composta da 11 stazioni ed impiega circa 27 minuti per completare il percorso. Inizialmente pianificata per avere quattro stazioni in superficie, per mancanza di spazio solamente la stazione di Xihongmen è stata costruita all'esterno. La frequenza si attesta intorno a 2 minuti a corsa.
La linea Daxing, nonostante sia considerata come una linea separata, di fatto condivide i binari e il percorso con la linea 4, testimoniato anche dal fatto che il sito ufficiale del gestore della linea fa riferimento alla stessa come "Linea 4—Daxing". Per questo motivo, inoltre, anche la linea Daxing è rappresentata dal colore verde acqua, lo stesso della linea 4. Sono attivi giornalmente due servizi della linea 4—Daxing: uno che copre l'intera tratta delle due linee, con corse da Anheqiao Nord a Tiangongyuan; un secondo servizio più corto che invece ha inizio a Anheqiao Nord e termina alla stazione di Xingong, la fermata successiva al capolinea Gongyi Xiqiao della linea 4.
La sola linea Daxing trasporta giornalmente circa 310 000 passeggeri, valore che si innalza a 1,5 milioni di passeggeri se si prende in considerazione anche la linea 4.

## Storia

Logo della linea Daxing

La progettazione della Linea Daxing è stata approvata nel 2007. Nel piano iniziale erano state determinate la direzione del percorso e l'ubicazione delle 11 stazioni, quattro delle quali sarebbero dovuto essere in superficie. In seguito, in base alle richieste degli abitanti nei dintorni del percorso della linea, grazie ad alcuni fondi messi a disposizione dal governo popolare del distretto di Daxing, solamente la stazione di Xihongmen venne costruita in superficie mentre le restanti 3 vennero trasformate in sotterranee.
I lavori di realizzazione della Linea Daxing sono iniziati l'8 dicembre 2007, con stima di conclusione degli stessi al 2011. A causa della crisi finanziaria del 2008, il governo cinese ha un programma di stimolazione economica anticipando la data di inaugurazione al 30 dicembre 2010.

## Tratta e servizio
La linea Daxing e la linea 4 condividono binari e percorso, per una distanza coperta di circa 50 km. Sulla linea sono attivi due tipologie di servizi: uno a percorrenza completa della linea 4 — Daxing, dalla stazione Anheqiao Nord, capolinea nord della linea 4, fino a Tiangongyuan, il capolinea della linea Daxing, operando con treni più capienti; un servizio ridotto, invece, con partenza da Anheqiao Nord e conclusione a Xingong, il capolinea più a nord della linea Daxing, operando con treni locali meno capienti. I passeggeri che intendono proseguire a sud verso altre stazioni della linea Daxing devono scendere e cambiare banchina.
A partire dall'8 maggio 2021, la linea Daxing garantisce una frequenza di un treno ogni due minuti durante i giorni feriali.

### Tratte e tariffazione
- Anheqiao Nord — Xingong (condiviso con la linea 4)
- Anheqiao Nord — Tiangongyuan (condiviso con la linea 4)
- Ora di punta (7:00-8:00) nella tratta Zhongguancun — Huangcun Xidajie (condiviso con la linea 4).[22]

Secondo le linee guida della Commissione per lo sviluppo e la riforma municipale di Pechino, tutte le stazioni della linea Daxing applicano le seguenti tariffe:
¥3 (circa €0,40) entro 6 chilometri (inclusi); ¥4 (circa €0,50) da 6 chilometri a 12 chilometri (inclusi); ¥5 (circa €0,65) da 12 chilometri a 22 chilometri (inclusi); ¥6 (circa €0,80) da 22 chilometri a 32 chilometri (inclusi); per distanze superiori a 32 chilometri, per ogni ulteriore ¥1 (circa €0,10) si possono percorrere ulteriori 20 chilometri. Se si usa la carta dei trasporti, il prezzo sarà scontato del 20% per le corse dopo una spese di ¥100 (circa €13) in un mese solare; il prezzo sarà scontato del 50% per le corse dopo i ¥150 (circa €20) di spesa; superati i ¥400 di spesa (circa €52) non ci saranno ulteriori sconti.

### Orario di servizio
La prima corsa direzione Gongyi Xiqiao (linea 4)/Tiangongyuan (linea Daxing) parte tutti i giorni alle 4:58 da Anheqiao Nord; l'ultima per Tiangongyuan parte alle 22:35, mentre quella per Gongyi Xiqiao alle 22:48. Nella direzione opposta, invece, il primo treno per Anheqiao Nord parte da Tiangongyuan (linea Daxing) tutti i giorni alle 5:05, concludendo il servizio con l'ultima corsa alle 22:45.

## Percorso e stazioni

### Percorso
|  |

| Unknown route-map component "utCONTg" |

| Urban tunnel station on track |

| Unknown route-map component "utSTR+GRZq" |

| Unknown route-map component "CONTgq" | Unknown route-map component "umtKRZ" | Unknown route-map component "CONTfq" |

| Unknown route-map component "utKRW+l" | Unknown route-map component "utKRWgr" |  |

| Unknown route-map component "utKXBHFe-L" + Unknown route-map component "HUBaq" | Unknown route-map component "utXBHF-R" + Unknown route-map component "HUBq" | Unknown route-map component "HUBlg" |

| Unknown route-map component "utCONTgq" | Unknown route-map component "utKRZt" | Unknown route-map component "utKBHFeq" + Unknown route-map component "HUBe" |

| Unknown route-map component "uhtSTRe" |

| Unknown route-map component "tCONTgq" | Unknown route-map component "umhKRZt" | Unknown route-map component "tCONTfq" |

| Unknown route-map component "uhBHF" |

| Unknown route-map component "uhtSTRa" |

| Urban tunnel station on track |

| Transverse water | Unknown route-map component "utKRZW" | Transverse water |

| Urban tunnel station on track |

| Urban tunnel station on track |

| Urban tunnel station on track |

| Urban tunnel station on track |

| Unknown route-map component "BLf+l" | Unknown route-map component "BLeq" + Urban tunnel station on track |  |

| Unknown route-map component "CONTgq" | Unknown route-map component "HUBa" + Station on transverse track | Unknown route-map component "umtKRZ" | Unknown route-map component "CONTfq" |  |

| Unknown route-map component "hCONTgq" | Unknown route-map component "hBHFq" + Unknown route-map component "HUBe" | Unknown route-map component "umtKRZh" | Unknown route-map component "hCONTfq" |  |

| Transverse water | Unknown route-map component "utKRZW" | Transverse water |

| Urban tunnel station on track |

| Transverse water | Unknown route-map component "utKRZW" | Transverse water |

| Urban tunnel station on track |

| Urban tunnel station on track |

| Unknown route-map component "utSTRe" |

| Urban non-passenger end station |

|  |

### Stazioni
| L I N E A 4                                  | Nome stazione                      | Nome in cinese, pinyin             | Percorrenza (ore) | Distanza (km) | Interscambi                                                                            |
| -------------------------------------------- | ---------------------------------- | ---------------------------------- | ----------------- | ------------- | -------------------------------------------------------------------------------------- |
| L I N E A 4                                  | Anheqiao Nord                      | 安河桥北 Ānhéqiáo Běi              | 0:00              | 0,0           |                                                                                        |
| L I N E A 4                                  | Beigongmen                         | 北宫门 Běigōngmén                  | 0:01              | 1,36          |                                                                                        |
| L I N E A 4                                  | Xiyuan                             | 西苑 Xīyuàn                        | 0:03              | 2,61          | link = Linea 16 (metropolitana di Pechino)                                             |
| L I N E A 4                                  | Yuanmingyuan                       | 圆明园 Yuánmíngyuán                | 0:06              | 4,28          |                                                                                        |
| L I N E A 4                                  | Università di Pechino Ingresso Est | 北京大学东门 Běijīng Dàxué Dōngmén | 0:09              | 5,58          |                                                                                        |
| L I N E A 4                                  | Zhongguancun                       | 中关村 Zhōngguāncūn                | 0:10              | 6,48          |                                                                                        |
| L I N E A 4                                  | Haidian Huangzhuang                | 海淀黄庄 Hǎidiàn Huángzhuāng       | 0:13              | 7,36          | link = Linea 10 (metropolitana di Pechino)                                             |
| L I N E A 4                                  | Università Renmin                  | 人民大学 Rénmín Dàxué              | 0:15              | 8,43          |                                                                                        |
| L I N E A 4                                  | Weigongcun                         | 魏公村 Wèigōngcūn                  | 0:16              | 9,48          |                                                                                        |
| L I N E A 4                                  | Biblioteca nazionale               | 国家图书馆 Guójiā Túshūguǎn        | 0:19              | 11,1          | link = Linea 9 (metropolitana di Pechino) · link = Linea 16 (metropolitana di Pechino) |
| L I N E A 4                                  | Zoo di Pechino                     | 动物园 Dòngwùyuán                  | 0:22              | 12,65         |                                                                                        |
| L I N E A 4                                  | Xizhimen                           | 西直门 Xīzhímén                    | 0:24              | 14,09         | Huairou–Miyun Pechino Nord                                                             |
| L I N E A 4                                  | Xinjiekou                          | 新街口 Xīnjiēkǒu                   | 0:27              | 15,1          |                                                                                        |
| L I N E A 4                                  | Ping'anli                          | 平安里 Píng'ānlǐ                   | 0:30              | 16,22         |                                                                                        |
| L I N E A 4                                  | Xisi                               | 西四 Xīsì                          | 0:32              | 17,32         |                                                                                        |
| L I N E A 4                                  | Lingjing Hutong                    | 灵境胡同 Língjìng Hútòng           | 0:33              | 18,19         |                                                                                        |
| L I N E A 4                                  | Xidan                              | 西单 Xīdān                         | 0:35              | 19,20         |                                                                                        |
| L I N E A 4                                  | Xuanwumen                          | 宣武门 Xuānwǔmén                   | 0:37              | 20,01         |                                                                                        |
| L I N E A 4                                  | Caishikou                          | 菜市口 Càishìkǒu                   | 0:39              | 21,17         |                                                                                        |
| L I N E A 4                                  | Taoranting                         | 陶然亭 Táorántíng                  | 0:41              | 22,37         |                                                                                        |
| L I N E A 4                                  | Pechino Sud                        | 北京南站 Běijīngnán Zhàn           | 0:44              | 24,01         | Jingjin                                                                                |
| L I N E A 4                                  | Majiapu                            | 马家堡 Mǎjiāpù                     | 0:47              | 25,49         |                                                                                        |
| L I N E A 4                                  | Jiaomen Ovest                      | 角门西 Jiǎoménxī                   | 0:49              | 26,32         | link = Linea 10 (metropolitana di Pechino)                                             |
| L I N E A 4                                  | Gongyi Xiqiao                      | 公益西桥 Gōngyìxīqiáo              | 0:51              | 27,30         |                                                                                        |
| Inizio linea Daxing (direzione Tiangongyuan) |                                    |                                    |                   |               |                                                                                        |
| D A X I N G                                  | Xingong                            | 新宫 Xīngōng                       | 0:55              | 30,10         | link = Linea 19 (metropolitana di Pechino)                                             |
| D A X I N G                                  | Xihongmen                          | 西红门 Xīhóngmén                   | 1:00              | 35,20         |                                                                                        |
| D A X I N G                                  | Gaomidian Nord                     | 高米店北 Gāomǐdiàn Běi             | 1:05              | 37,01         |                                                                                        |
| D A X I N G                                  | Gaomidian Sud                      | 高米店南 Gāomǐdiàn Nán             | 1:07              | 38,14         |                                                                                        |
| D A X I N G                                  | Zaoyuan                            | 枣园 Zǎoyuán                       | 1:09              | 39,24         |                                                                                        |
| D A X I N G                                  | Qingyuanlu                         | 清源路 Qīngyuánlù                  | 1:11              | 40,44         |                                                                                        |
| D A X I N G                                  | Huangcun Xidajie                   | 黄村西大街 Huángcūn Xīdàjiē        | 1:14              | 41,65         |                                                                                        |
| D A X I N G                                  | Huangcun                           | 黄村火车站 Huángcūn Huŏchēzhàn     | 1:16              | 42,64         | HCP                                                                                    |
| D A X I N G                                  | Yihezhuang                         | 义和庄 Yìhézhuāng                  | 1:19              | 44,67         |                                                                                        |
| D A X I N G                                  | Base biomedica                     | 生物医药基地 Shēngwùyīyào Jīdì     | 1:22              | 47,59         |                                                                                        |
| D A X I N G                                  | Tiangongyuan                       | 天宫院 Tiāngōngyuàn                | 1:24              | 49,40         |                                                                                        |

## Espansioni future
L'8 marzo 2018, la MTR Corporation ha dichiarato di aver raggiunto un accordo con il governo popolare di Daxing e la Beijing Mass Transit Railway, con le quali ha firmato una lettere di intenti, per l'estensione meridionale della linea Daxing, la realizzazione di un deposito a Nanzhao Road e il completo sviluppo immobiliare della zona circostante.

## Materiale rotabile
| Modello | Imagine | Produttore         | Anno       | In servizio | Numeri          | Deposito                                                                  |
| ------- | ------- | ------------------ | ---------- | ----------- | --------------- | ------------------------------------------------------------------------- |
| SFM05   |         | CRRC Qingdao Sifan | 2008, 2010 | 73          | 001–040 061–093 | Longbeicun (龙背村停车场) Majiapu (马家堡车辆段) Nanzhaolu (南兆路车辆段) |

## Galleria d'immagini

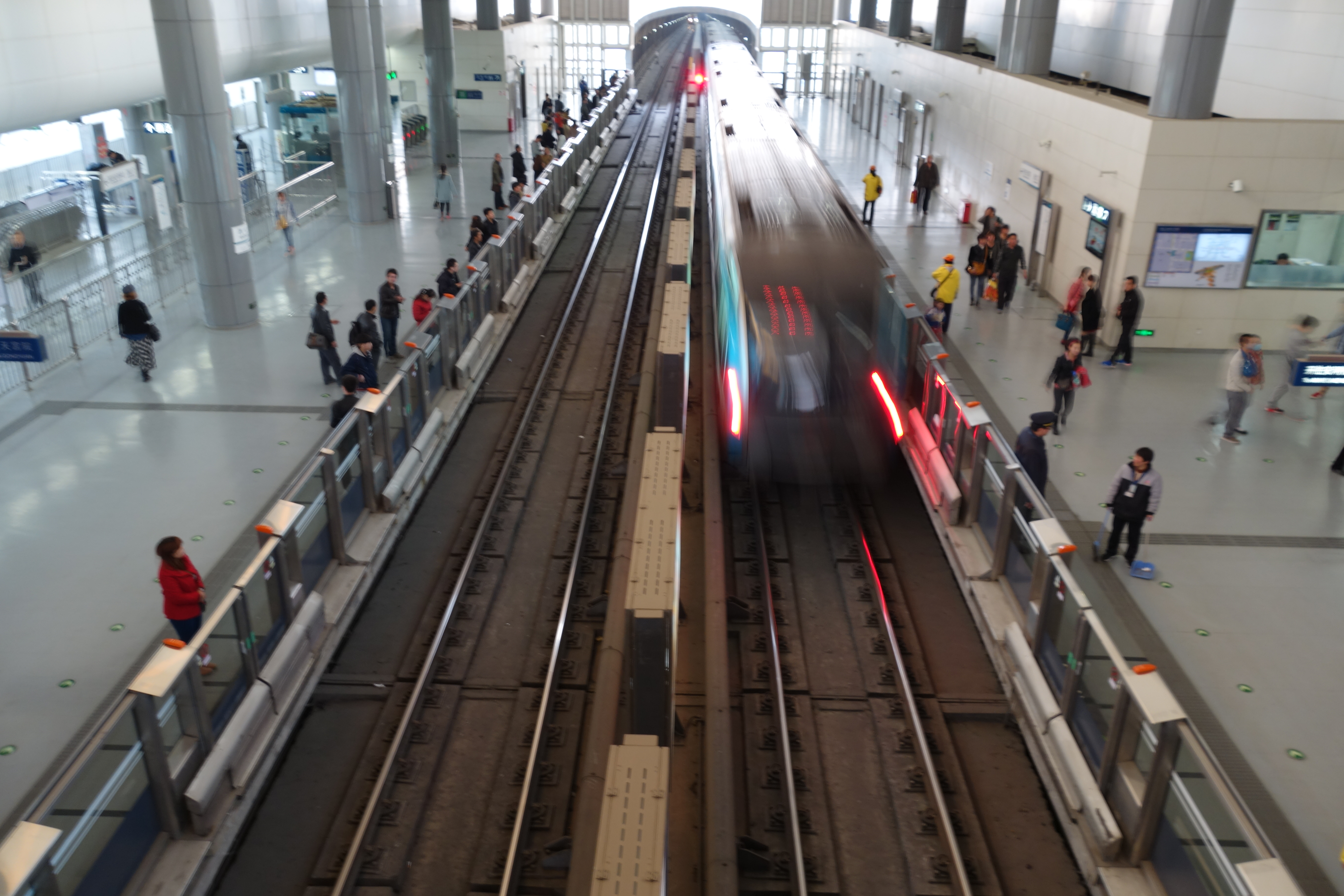
Banchina di Xihongmen
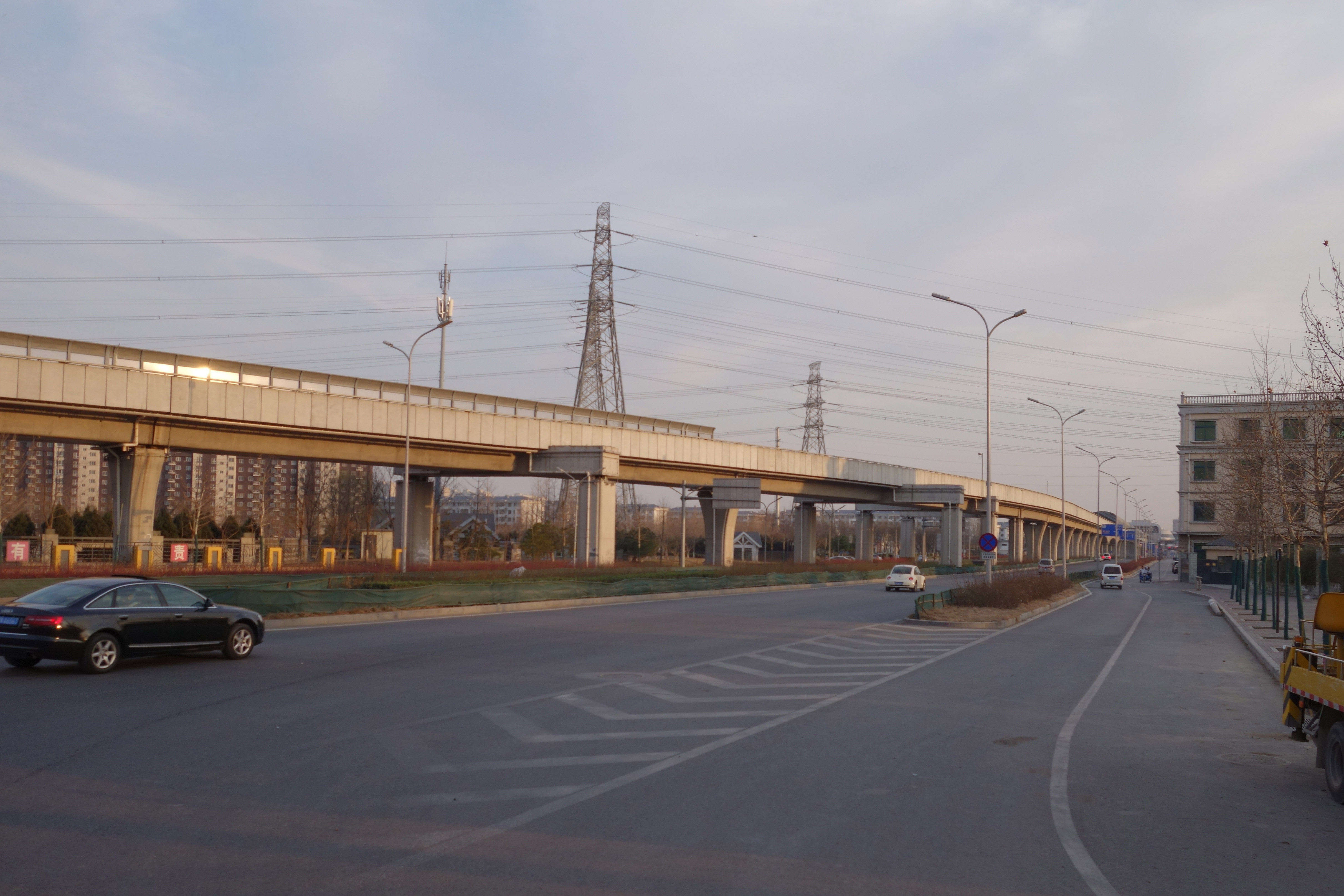
Binari sopraelevati della linea Daxing
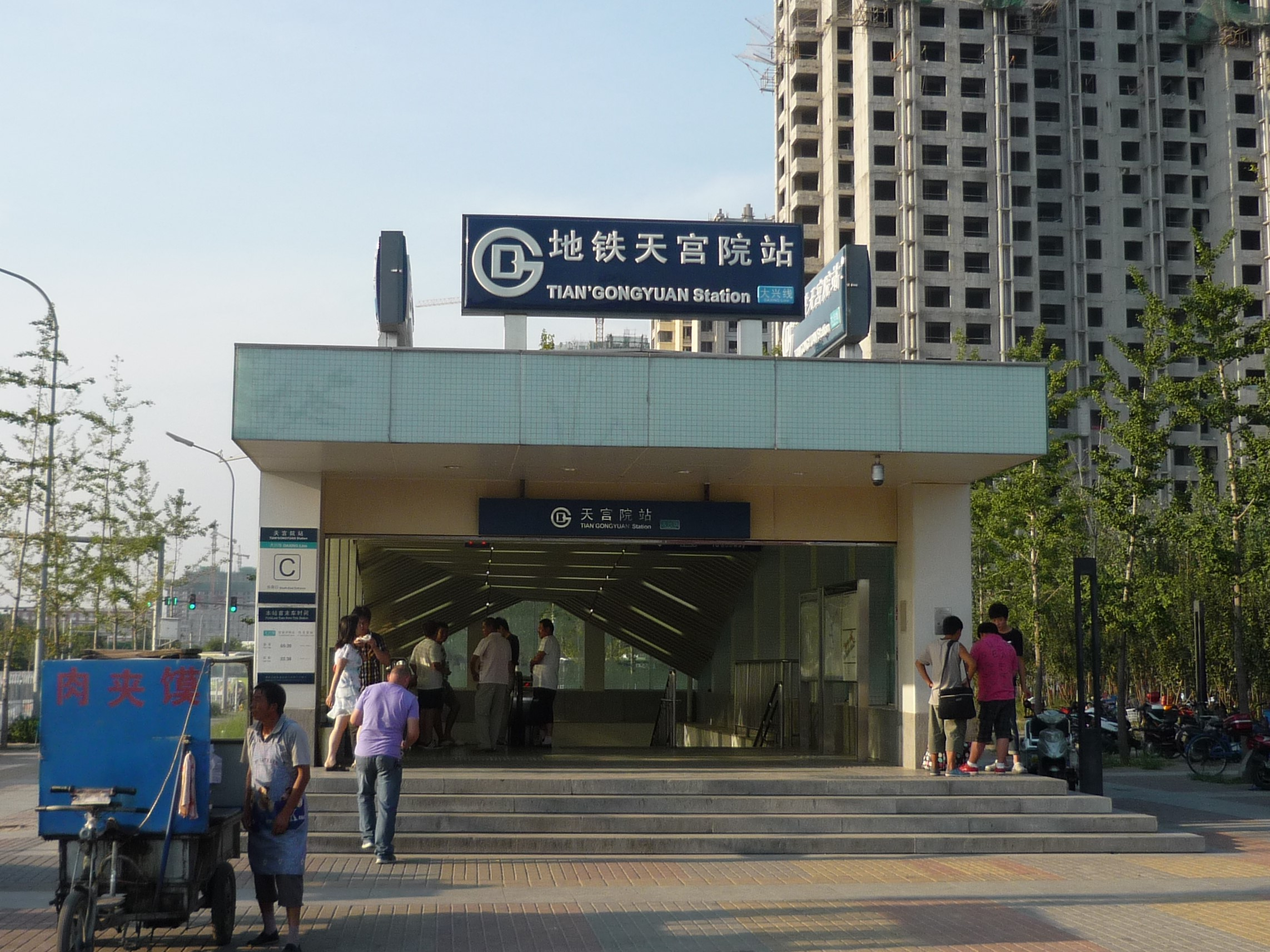
Ingresso stazione di Tiangongyuan
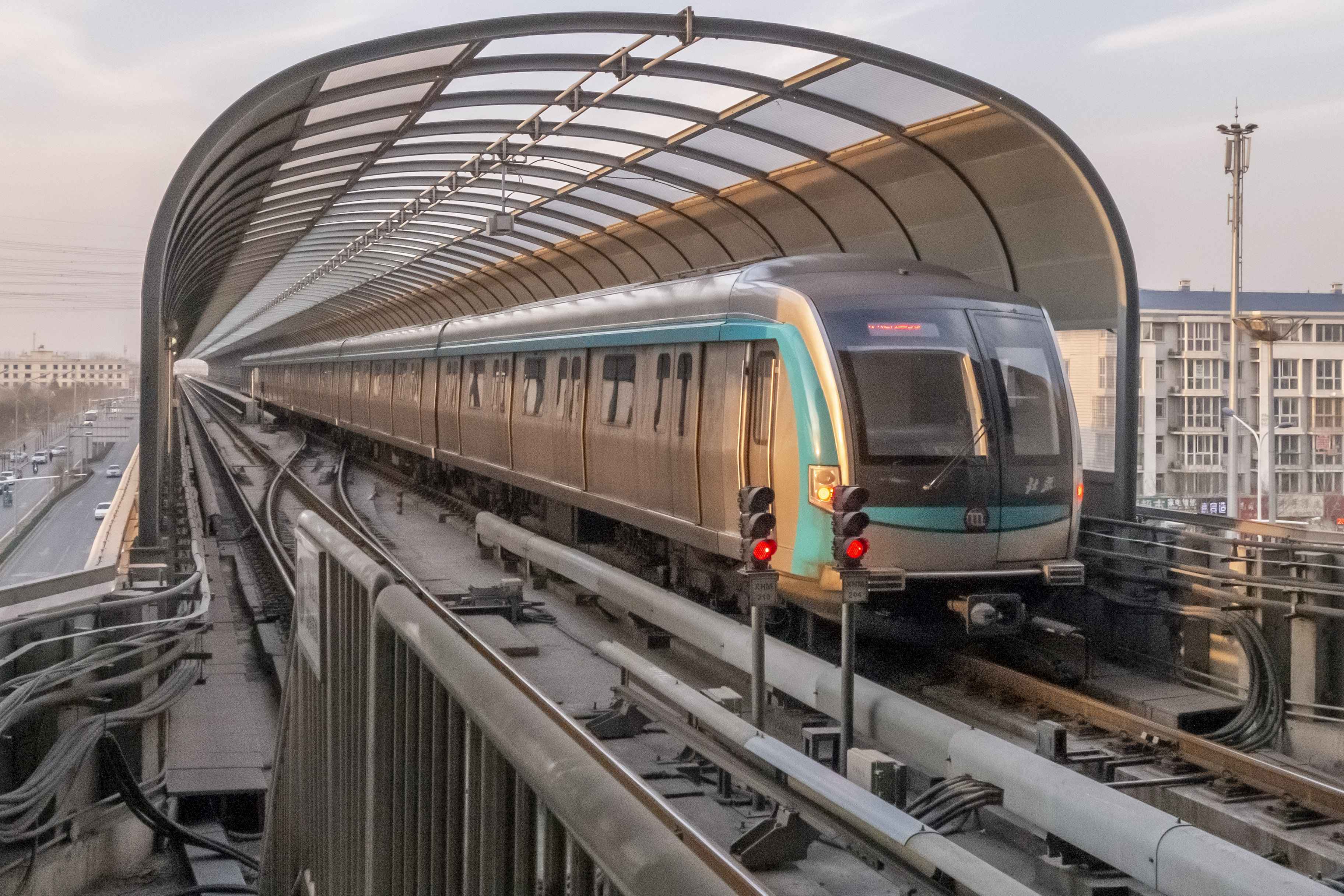
Treno alla stazione di Xihongmen, l'unica in superficie della linea Daxing